# Delta1 Canis Minoris
Delta1 Canis Minoris (δ1 Canis Minoris, förkortat Delta1 CMi, δ1 CMi) som är stjärnans Bayerbeteckning, är en ensam stjärna belägen i den sydöstra delen av stjärnbilden Lilla hunden. Den har en skenbar magnitud på 5,25 och är svagt synlig för blotta ögat där ljusföroreningar ej förekommer. Baserat på parallaxmätning inom Hipparcosuppdraget på ca 4,3 mas, beräknas den befinna sig på ett avstånd på ca 760 ljusår (ca 230 parsek) från solen.

## Egenskaper
Delta1 Canis Minoris är en gul till vit jättestjärna av spektralklass F0 V eller F0 III. Den har en massa som är ca 3,75 gånger större än solens massa, en radie som är ca 11 gånger större än solens och utsänder från dess fotosfär ca 319 gånger mera energi än solen vid en effektiv temperatur på ca 7 600 K.
Houk och Swift (1999) listar en stjärnklassificering av F0 V för Delta1 Canis Minoris, vilket anger att det är en huvudseriestjärna av spektraltyp F. Cowley et al. (1969) gav den emellertid spektralklass F0 III, vilket skulle ange att den istället är en utvecklad jättestjärna. Spektret visar en högre metallicitet än solen - en term som anger överskott av andra element än väte och helium jämfört med solen.